# Wood Village
Wood Village – miasto w Stanach Zjednoczonych, w stanie Oregon, w hrabstwie Multnomah.